# 德斯蒙德·梅森

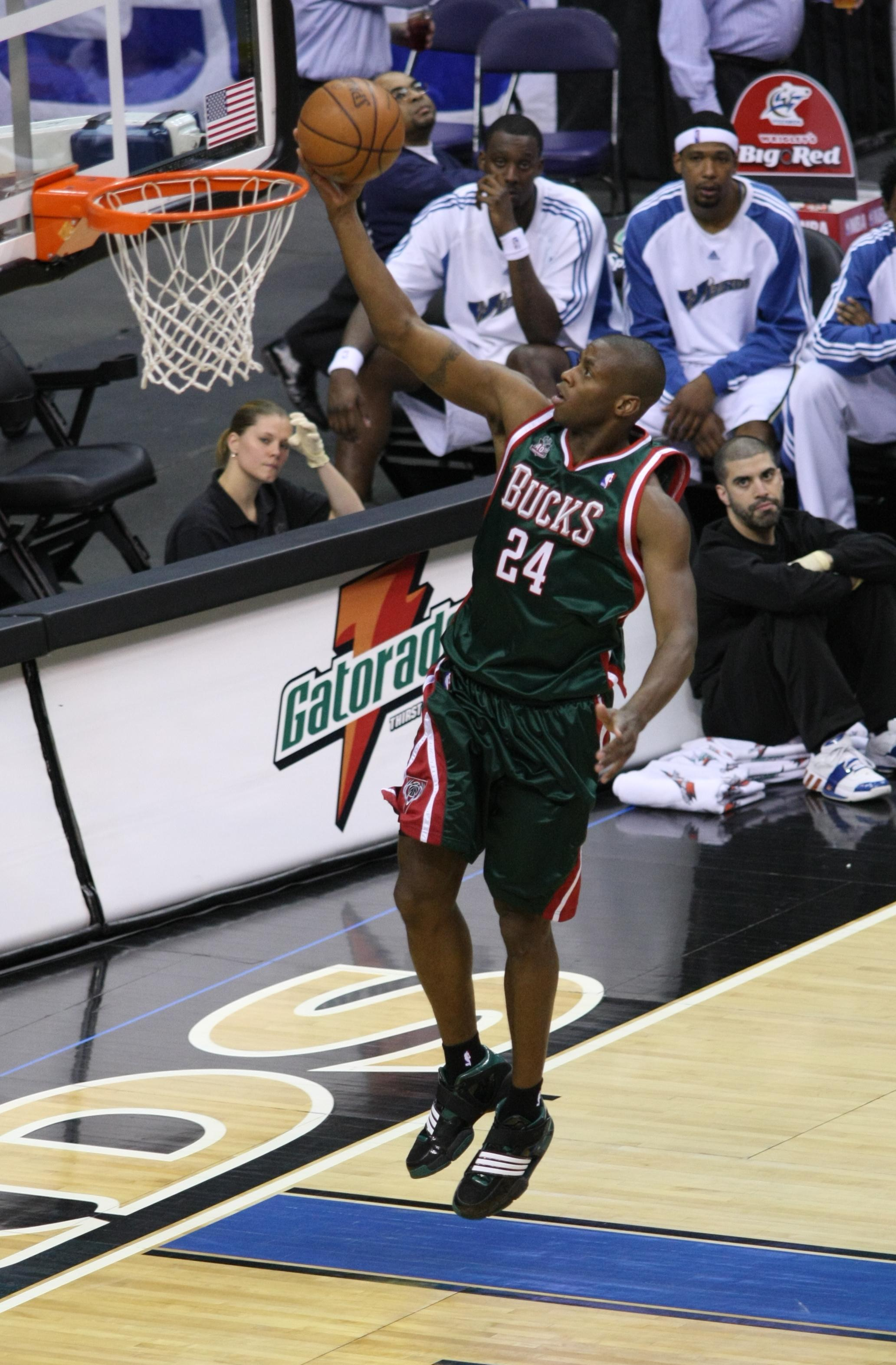
德斯蒙德·梅森

戴斯蒙·特列緬·美臣（英語：Desmond Tremaine Mason，1977年10月11日—），前美国职业篮球运动员，身高1米96，场上位置锋卫摇摆人。現時為NBA評論員。

## 球員生涯
梅森大学效力于俄克拉荷马州立大学，2000年NBA选秀中以第一轮第17顺位被西雅图超音速队选中，次年成为队史上唯一一个全明星扣篮大赛冠军。2003年，他同加里·佩顿一同被送往密尔沃基雄鹿队，以交换雷·阿伦和弗利普·穆雷。2005年他又被送往新奥尔良黄蜂队，以交换贾马尔·马格洛伊尔。2007年，在合同到期后，他作为自由球员同雄鹿队签约，但在次年又被交易至俄克拉荷马城雷霆。